# Mikvé Israel
Mikvé Israel (en hebreo: מקוה ישראל) es una aldea juvenil y un internado ubicado en el centro de Israel, establecido en 1870. Mivké Israel fue la primera escuela agrícola judía situada en Eretz Israel. La aldea está ubicada en el Distrito de Tel Aviv, tenía una población de 432 habitantes en 2017.

## Historia
Mikvé Israel fue fundada en abril de 1870 por Charles Netter, un emisario de la organización francesa Alianza Israelita Universal, con el objetivo de ser una institución educativa donde los jóvenes judíos pudieran aprender sobre la agricultura y salir para establecer aldeas y asentamientos en todo el país y hacer florecer el desierto. La aldea fue establecida en un tramo de tierra al sureste de Jaffa arrendado al sultán otomano, el cual asignó 750 acres (3,0 km²) al proyecto. El nombre proviene de dos pasajes del Libro de Jeremías, Jeremías 14: 8 y 17:13, y fue propuesto por Wolf Grinstein, uno de los primeros alumnos de la escuela, que más tarde enseñó allí.
Netter, fue el primer director, él introdujo nuevos métodos de capacitación agrícola, junto con el Barón Edmond James de Rothschild contribuyendo al mantenimiento de la escuela. Netter fue un pionero en métodos educativos progresivos, y en encontrar una nueva forma de vida y capacitación agrícola para los futuros agricultores de esta tierra. Había solo alrededor de 20.000 judíos en el país en ese momento, los cuales principalmente estaban establecidos en las ciudades tradicionales del judaísmo: Jerusalén, Tiberíades, Safed, y Hebrón.
En 1898, Teodoro Herzl se reunió con el Emperador Guillermo II de Alemania, en la entrada principal de Mikvé Israel, durante la única visita de Herzl a la Tierra de Israel. La reunión, fue un evento de relaciones públicas diseñado por Herzl para conocer públicamente al Kaiser, dicha reunión fue malinterpretada por los medios de comunicación mundiales como una legitimación de Herzl y el sionismo por parte de Alemania. Hoy en día, se puede entrar a los terrenos de la escuela desde la ciudad de Jolón.
Durante muchas décadas (hasta el establecimiento del centro Volcani y la facultad de agricultura en Rejovot), la escuela sirvió como un centro de investigación, desarrollo e innovación para el país. Los maestros escribieron los primeros libros de estudio sobre agricultura y sirvieron como asesores de campo. Mikvé Israel recopiló y publicó la mayor parte del conocimiento agrícola de sus primeros 50 años de funcionamiento. Después de terminar sus estudios, los miles de graduados dejaron Mikvé Israel para iniciar asentamientos agrícolas de todo tipo, aldeas, kibutzim, moshavim, granjas y escuelas agrícolas, o bien servir en puestos de dirección, o continuar con sus estudios agrícolas en instituciones de educación superior y ocupar puestos de investigación y desarrollo, en el campo de la exportación, la comercialización y la gestión agrícola. Entre los años 1938 y 1939, para satisfacer la demanda de la joven Aliyá, se construyó una sección para albergar a los jóvenes religiosos y tradicionales que huyeron de Europa justo antes del inicio del Holocausto.

## Geografía
Mikvé Israel se encuentra en un punto estratégico en la carretera que conecta Tel Aviv con Jerusalén. Una buena parte de las zonas verdes del Distrito de Tel Aviv, se encuentran en los terrenos de la aldea juvenil.

## Educación
La aldea tiene alrededor de 1.800 alumnos matriculados, desde los 12 hasta los 18 años; 800 de ellos son alumnos en la sección general, 320 son alumnos en la escuela religiosa, 380 son alumnos en la escuela secundaria franco-israelí. Alrededor de 280 estudiantes son internos, la aldea también alberga cuatro jardines de infancia y una escuela primaria Montessori. En 2007, Mikvé Israel y la Alianza Israelita Universal inauguraron una escuela secundaria binacional experimental entre Israel y Francia, con la mitad de sus alumnos estudiando el bachillerato francés, y la otra mitad estudiando la Bagrut israelí.

## Agricultura
Los terrenos agrícolas de Mikvé Israel cubren más de 2.200 dunams (de un área de 3,300 dunams). La mayoría de los campos se riegan con pozos, e incluyen cultivos de campo, cultivos industriales, hortalizas, frutales, naranjos, e invernaderos. La escuela también cría ganado, como vacas lecheras, gallinas, y abejas, además de tener ramas auxiliares que incluyen la agricultura computerizada.
Un dunam (0,1 hectáreas) está cubierto por invernaderos. El objetivo de la rama de producción de invernaderos es enseñar a los estudiantes y permitirles investigar temas y tecnologías de invernaderos. Un sistema de recolección de agua de lluvia permite la reutilización eficiente del agua recogida del techo para el cultivo de hortalizas en invernaderos.
La actividad de jardinería y paisajismo abarca más de 100 dunams (10 hectáreas) e incluye bosques, jardines, y espacios de ocio ubicados en diversos lugares por todo el pueblo. La jardinería y el paisajismo son mantenidos por los estudiantes supervisados y entrenados por el gerente y el supervisor de esta rama de la producción. El jardín botánico se estableció en 1930 para adaptar y aclimatar a los árboles y a las especies al clima israelí. Las plantas fueron importadas de todo el Mundo. Actualmente cubre 70 dunams (7 hectáreas).
La granja lechera incluye: genética, computadoras, salas de ordeño y enfriamiento de la leche, control de calidad del producto, alimentación, salud del ganado, salud de las ubres, inseminación artificial, transferencia de embriones, e implantes. El establo tiene algunas razas de caballos, adecuadas para la equitación de esparcimiento, la práctica de los deportes ecuestres, y la hipoterapia.